# Werner Voss
Werner Voss (Krefeld, Alemanya, 13 d'abril de 1897 - mort al llogaret de Frezenberg del municipi de Zonnebeke, Flandes Occidental, Bèlgica, 23 de setembre de 1917) fou aviador de combat i as alemany amb un total de 48 victòries durant la Primera Guerra Mundial, essent un dels asos alemanys amb més victòries només per darrere de Manfred von Richthofen, Ernst Udet i Erich Löwenhardt, i amb el mateix nombre de victòries que Josef Jacobs.
Voss va ser un pilot brillant i agressiu, considerat per molts, l'únic pilot capaç d'enxampar al Baró Roig en nombre de victòries. James McCudden el va descriure com "el pilot alemany més valent".

## Primers passos
Nascut a Krefeld, una ciutat industrial de la conca del Ruhr, Voss era el més petit dels tres fills i dues filles d'un tintorer industrial. A Werner li agradava fer volar estels amb els seus dos cosins a krefeld, i aquests estels són els que li van servir d'inspiració per a pintar el morro del seu Fokker Dr.I amb dos ulls, pestanyes i un bigoti.

## Servei Militar
Werner Voss s'enrolà a l'exèrcit el 1914 als 17 anys on passa a formar part del 2n regiment d'hússars de Westfàlia núm. 11, servint en el Front Oriental durant la Primera Guerra Mundial.
Després que el seu regiment es dissolgués, fou transferit a la Luftstreitkräfte a l'agost de 1915, passant a formar part de l'esquadró FEA7 a Colònia (Alemanya). Al setembre fou enviat a Egelsberg per aprendre a pilotar. En ser un pilot hàbil, immediatament s'enrolà com a instructor per al FEA 7 en graduar-se, abans de ser finalment enviat al front.
Al març, el Vizefeldwebel Voss fou transferit a l'esquadró Kampfstaffel 20 del Kampfgeschwader IV servint com a pilot de reconeixement abans que fos finalment acceptat com a pilot de combat, rebent la seva placa de pilot al maig de 1916. Fet oficial al setembre, fou transferit de nou aquest cop en un esquadró de caces, la Jasta (Jagdstaffel) 2 d'Oswald Boelcke al novembre de 1916, on pilotà com a company d'ala de Manfred von Richthofen.
Aconseguí les seves primeres dues victòries amb 18 anys el 27 de novembre de 1916. En tan sols una setmana, tots els membres de l'esquadró ja el tenien en consideració. Aconseguint diverses victòries a principis de 1917, se li conferí la Pour le Mérite el 8 d'abril de 1917, amb el seu recompte total de victòries passant ja de la vintena. A les 28 victòries, fou enviat a la Jasta 5 com a líder d'esquadró el 20 de maig, i més tard a la Jasta 29 per a comandar-la temporalment, similarment amb la Jasta 14 el 3 de juliol. Voss era conegut per tenir el misteriós do de saber instintivament on es trobava cada un dels aparells en mig d'una batalla.
El 30 de juliol Voss va ser enviat per a comandar de forma permanent la Jasta 10 de la Jagdgeschwader I (JG I) de von Richthofen, o el que els aliats coneixerien com el "Flying Circus", el circ volador.
Voss era considerat com un líder d'esquadró més inspiracional que efectiu. Alguns escriptors moderns l'han descrit com una persona voluble, amb un temperament volàtil. Tenia alguns interessos personals, com ara les motocicletes i qualsevol cosa de naturalesa mecànica. No era especialment conegut per vestir sempre de forma arreglada, però a l'hora d'emprendre el vol sempre es vestia amb un bon vestit, per si de cas havia d'aterrar forçosament i flirtejar amb alguna dona.
Un dels principals interessos de Voss era ajustar els seus propis aparells i motocicletes. Werner quasi sempre parava pels hangars amb la roba de mecànic, i molts dels casuals visitants a l'aeròdrom el prenien per un mecànic més.
Fou ferit el 6 de juny de 1917 durant un combat amb l'Esquadró núm. 6 de la Royal Naval Air Service, probablement per Christopher Draper, però aviat tornà a combatre. En aquell moment, comptava amb 38 victòries confirmades en el seu caça Albatros D.III decorat amb una esvàstica i motius amb cors, perquè li dugués bona sort.
A l'agost, després de provar un prototip del F. I (103/17, Wk. Nr.1730) del caça triplà Fokker Dr.I d'Anthony Fokker, Voss adaptà el seu estil al triplà de motor rotatori, essent acreditat amb 10 victòries més amb aquest aparell. Pintà dos ulls, pestanyes i un bigoti (una representació facial que experts actuals atribueixen als estels japonesos) al morró del seu triplà. Les 10 victòries aconseguides amb el nou aparell, ascendiren el seu recompte total en 48, tot just per darrere del Baró Roig. La seva última victòria va ser sobre un bombarder DH 4. Tot i la seva curta carrera militar, d'11 mesos, començant al novembre de 1916, aconseguí múltiples condecoracions i seguí les petjades de Manfred von Richthofen de ben a prop, aquest últim essent pilot des del març de 1916.

## Mort

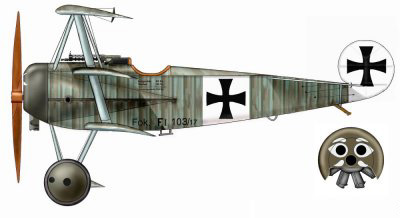
El famós Fokker F.I de Voss durant el seu últim combat.

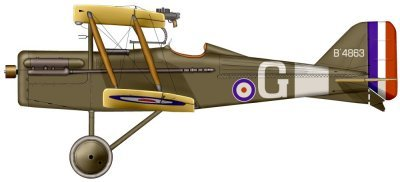
El S.E.5 de McCudden durant el dogfight en el que Voss fou abatut.

El 23 de setembre, després d'abatre un bombarder DH 4, s'estava retirant quan fou atacat per 6 SE5 de l'Esquadró núm. 56, que en aquells moments era l'esquadró de la Royal Flying Corps més semblant a un esquadró d'asos que mai hagués existit. Voss va combatre tot sol en un dogfight èpic contra diversos asos: el capità James T.B. McCudden (57 victories), el tinent Richard A. Maybery (21), el tinent Geoffrey Hilton Bowman (32), el capità Reginald T.C. Hoidge (28) i el tinent Arthur Rhys-Davids (23) de l'Esquadró núm. 56 i Keith K. Muspratt (8), el tinent Verschoyle P. Cronyn (4), el tinent Robert Chidlaw-Roberts (10) i el tinent Harold Hamersley (13) de l'Esquadró núm. 60. El dogfight va tindre lloc sobre Poelkapelle. Un altre as alemany, Karl Menckhoff intentà assistir a Voss, però fou abatut per Rhys-Davids, sobrevivint. Voss va combatre durant uns 10 minuts amb els asos de la RFC, evitant-los i tocant a tots i cadascun dels SE rivals, tot i que sense abatren cap.
Utilitzant la superior capacitat d'ascensió del seu triplà i la seva habilitat per a fer girs ràpids utilitzant tan sols el timó (slip-turn), Voss superava contínuament als seus oponents. Era capaç de girar a altes velocitats i atacat aquells que li venien al darrere. Després de creuar-se amb McCudden en un cara a cara, però, el Fokker de Voss fou impactat al costat d'estribord pels tirs de Hoidge. Una ràfega travessa el seu costat dret i li perforà els pulmons. Ja tocat i aproximant-se-li la mort, Voss no va veure que Rhys-Davids se li havia col·locat a les 6, tot just darrere d'ell.
Rhys-Davids es col·loca per sota seu i disparà dues ràfegues de la seva Lewis a la part inferior del triplà de Voss, i després amb ambdues metralladores. El Fokker, fora de control, començà a caure, i calat, s'estavellà contra les línies britàniques. McCudden ho explicà: "El vaig veure caure descendint de forma bastant directa fins que el triplà s'estavellà a terra i va desaparèixer en mil fragments, semblava que s'hagués convertit literalment en pols."
Voss s'estavellà prop de la granja de Plum, al nord de Frezenberg a Bèlgica. Només el timó, el morro, i parts del tren d'aterratge foren rescatats. L'aparell fou subjecte de l'informe del 2n tinent G. Barfoot-Saunt.
Un dels pilots anglesos contra els que va lluitar aquell dia, el llavors capità James McCudden, un ostentador de la Victoria Cross que posteriorment es convertiria en un as, s'arrepentí de la mort de Voss: "La seva ablitat pilotant era excepcional el seu coratge magnífic i, en la meva opinió, el pilot alemany més valent el qual tingué el privilegi de veure volar." El tinent Arthur Rhys-Davids, que cauria en combat només un mes després, digué a McCudden: "Si només l'hagués abatut viu."
Un dels pilots britànics que va combatre aquell dia, el llavors capità James McCudden, que havia rebut la Creu Victòria i que acabaria essent un dels asos britànics amb més victòries de la guerra, mostrà un sincer pesar per la mort de Voss: 
| « | El triplà del "hun" estava pràcticament sota la nostra formació ara, i tant avall que vam descendir a una velocitat brutal. Jo vaig tirar cap a la dreta i Rhys-Davids cap a l'esquerra, situant-nos darrere del triplà al mateix temps. El pilot alemany ens va veure i va maniobrar ràpidament i de manera desconcertant, ni ascendint ni fent una maniobra Immelman, una espècie de gir a mitges. En aquests moments el triplà alemany estava en mig de la nostra formació, la seva habilitat era digna d'admirar. Semblava que el pilot ens estes disparant a tots al mateix temps, i tot i que vaig aconseguir situar-me darrere seu un segon cop, difícilment vaig poder mantenir-m'hi un instant. Els seus moviments eren tant ràpids i desconcertants que cap de nosaltres podíem tenir-lo en el punt de mira suficient temps com per abatre'l. | » |

| « | El triplà seguia entre 6 SE, tots disparanat-li a la mínima possibilitat que teníem, fins i tot en un moment vaig veure que el triplà estava a la punta d'un con format per les ràfegues de com a mínim cinc aparells disparant simultàniament, i cada aparell tenia dos metralladores. En aquests moments el combat s'estava duent a terme a molt baixes alçades i l'Albatros amb el morro vermell ja havia estat abatut, però el triplà seguia combatint. Durant un moment vaig perdre al triplà de vista mentre recarregava la meva Lewis, i quan el vaig tornar a localitzar volava molt baix, encara perseguit per un SE amb la marca I, essent el de Rhys-Davids. Vaig notar que els moviments del triplà eren erràtics, i després vaig veure'l descendir massa empinadament fins que es va estavellar contra terra per desaparèixer en mil fragments, semblava que s'hagues convertit literalment en pols. | » |

| « | Mentre estigui viu, mai deixaré d'admirar aquell pilot alemany, qui combatí contra set de nosaltres durant com a mínim 10 minuts, fins i tot foradant tots i cadascun dels nostres aparells. El seu pilotatge era magnífic, el seu coratge magnificent, i opino que es l'aviador alemany amb més valor amb qui he tingut el privilegi de combatre. | » |

| « | Tornarem a la base, i per dinar el principal tema fou el magnífic combat. Vam arribar a la conclusió entre tots de que aquell pilot havia de ser un dels millors de l'enemic, i vam debatre sobre si seria von Richthofen, Wolff o Voss. El triplà va ser abatut del nostre costat, de manera que el següent mati ens avisaren de que el pilot mort vestia el collar de Boelcke i que el seu nom era Werner Voss. Tenia la Pour le Mérite. | » |

| « | Rhys-Davids arribà i es trobà amb una pluja de felicitacions, i ningú s'ho mereixia més que ell, però tal com ell mateix em va dir, "Ostres, si l'hagués pogut fer baixar viu" i aquest pensament va coincidir exactament amb els meus. | » |

McCudden sobre el combat resultant en la mort de l'as alemany Werner Voss, 23 de setembre de 1917
L'Albatros amb el morro vermell es refereix al que pilotava l'as Karl Menckhoff qui va intervindre per a ajudar a Voss però que fou abatut ràpidament, tot i que va sobreviure al combat, igual que tots els pilots britànics.
Voss va causar desprfectes a tots els aparells del vol B de l'Esquadró núm. 56 tot i que sense abatren cap. Muspratt va haver d'efectuar un aterratge forçós a l'aeròdrom de l'Esquadró núm. 1 amb el radiador perforat. El SE5 de Mayberry havia estat impactat en el travesser superior dret i fortament danyat, havent d'aterrar prop de St Marie Cappel. Els SE5 de Hamersley i Chidlaw-Roberts havien estat greument danyat, essen el motor del del primer enviat al dipòsit No.1 per a esser reparat. L'aparell de Cronyn també estava fortament danyat. En una carta per a el seu pare hi va escriure:
| « | Després del merder vaig tornar a l'hangar a veure com havia quedat el meu aparell. Estava foradat per tot arreu. El travesser inferior dret tenia un forat de bala, mentre que l'inferior esquerra estava pràcticament partit en dos, ja fos per l'"archie" (artilleria enemiga) o per bales, pero hi havia com a màxim un quart de polzada de grossor, mentre que prop de 18 polzades més amunt hi havia 3 forats nets més. Les principals fuestes estaven foradades i una de les costelles de la cua de l'aparell estava totalment destrossada, per l'única bala que m'havia impactat quan se m'havia col·locat en cua. Hi havia molts altres forats de bala a les ales i el fuselatge. Tot i aquests detalls, l'aparell estava operatiu! Va ser un miracle que no em toques al motor! Fins i tot em va foradar el propulsor. Vaig anar a dormir tan bon punt havia inspeccionat bé el meu aparell, però difícilment vaig poder tancar els ulls. Simplement estava al llit suant, tot i la freda nit. | » |

| Participant            | Victòries en el moment del combat | Victòries totals |
| ---------------------- | --------------------------------- | ---------------- |
| James T.B. McCudden    | 12                                | 57               |
| Geoffrey Hilton Bowman | 16                                | 32               |
| Richard A. Maybery     | 13                                | 21               |
| Keith K. Muspratt      | 6                                 | 8                |
| Arthur Rhys-Davids     | 18                                | 25               |
| Reginald T.C. Hoidge   | 22                                | 28               |
| Harold Hamersley       | 2                                 | 13               |
| Robert Chidlaw-Roberts | 5                                 | 10               |
| Verschoyle P. Cronyn   | 3                                 | 4                |

Entre les condecoracions de Voss s'hi troba la Pour le Mérite (la "Blue Max"), la Creu de Ferro de 2a i 1a classe, l'Orde de la Casa de Hohenzollern, la placa de pilot de Prússia. Amb només una victòria no acreditada el seu recompte total de victòries acreditades ascendeix fins a 48 victòries.
Voss és un dels 44.292 soldats alemanys enterrats al Cementiri de guerra alemany de Langemark, a uns 6km al nord-est d'Ypres, Bèlgica. Se n'han escrit diverses biografies.

## Cultura popular
- El 1971, en la pel·lícula Von Richthofen and Brown, Werner Voss és interpretat per Stephen McHattie
- El 2008, en la pel·lícula The Red Baron, Werner Voss és interpretat per Til Schweiger.